# Hlohovčice
Hlohovčice (en allemand : Lohowschitz, précédemment : Lohowtschitz) est une commune du district de Domažlice, dans la région de Plzeň, en République tchèque. Sa population s'élevait à 174 habitants en 2021.

## Géographie
Hlohovčice se trouve à 16 km au nord-est de Domažlice, à 31 km au sud-ouest de Plzeň et à 114 km à l'ouest-sud-ouest de Prague.
La commune est limitée par Hlohová au nord, par Čermná et Poděvousy à l'est, par Srbice au sud et par Močerady à l'ouest.

## Histoire
La première mention écrite de la localité date de 1381.

## Galerie

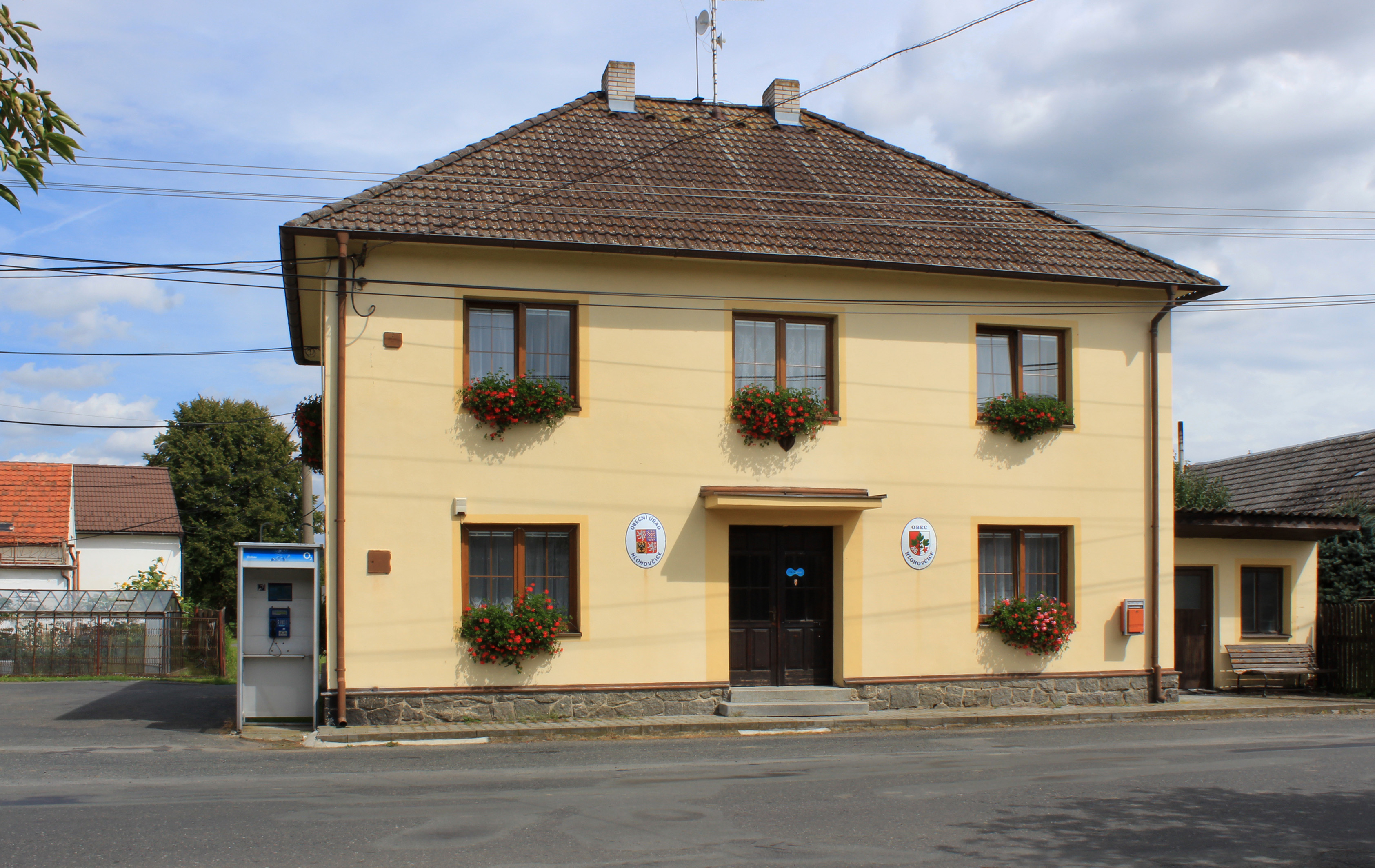
La mairie.
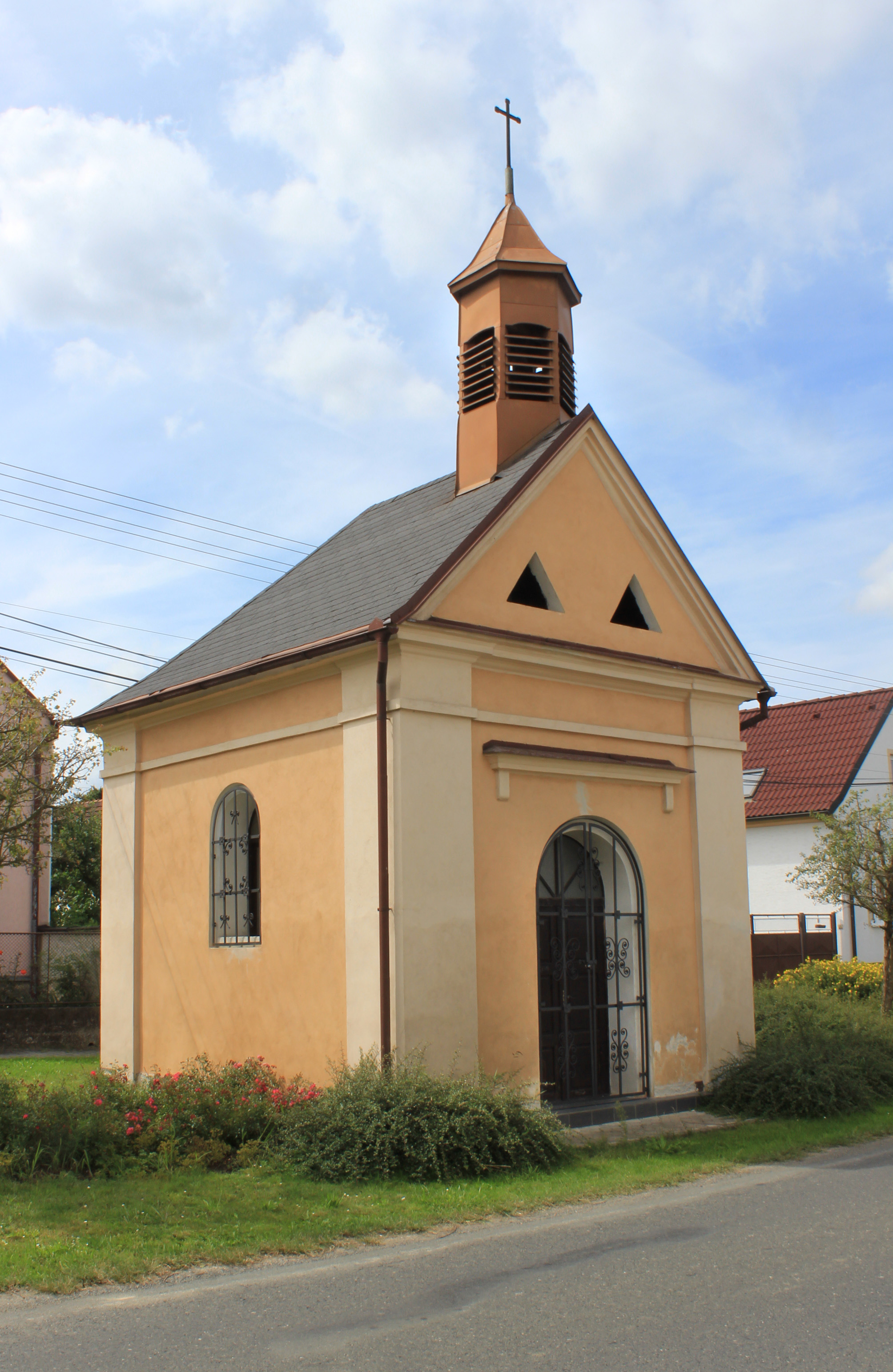
Chapelle.

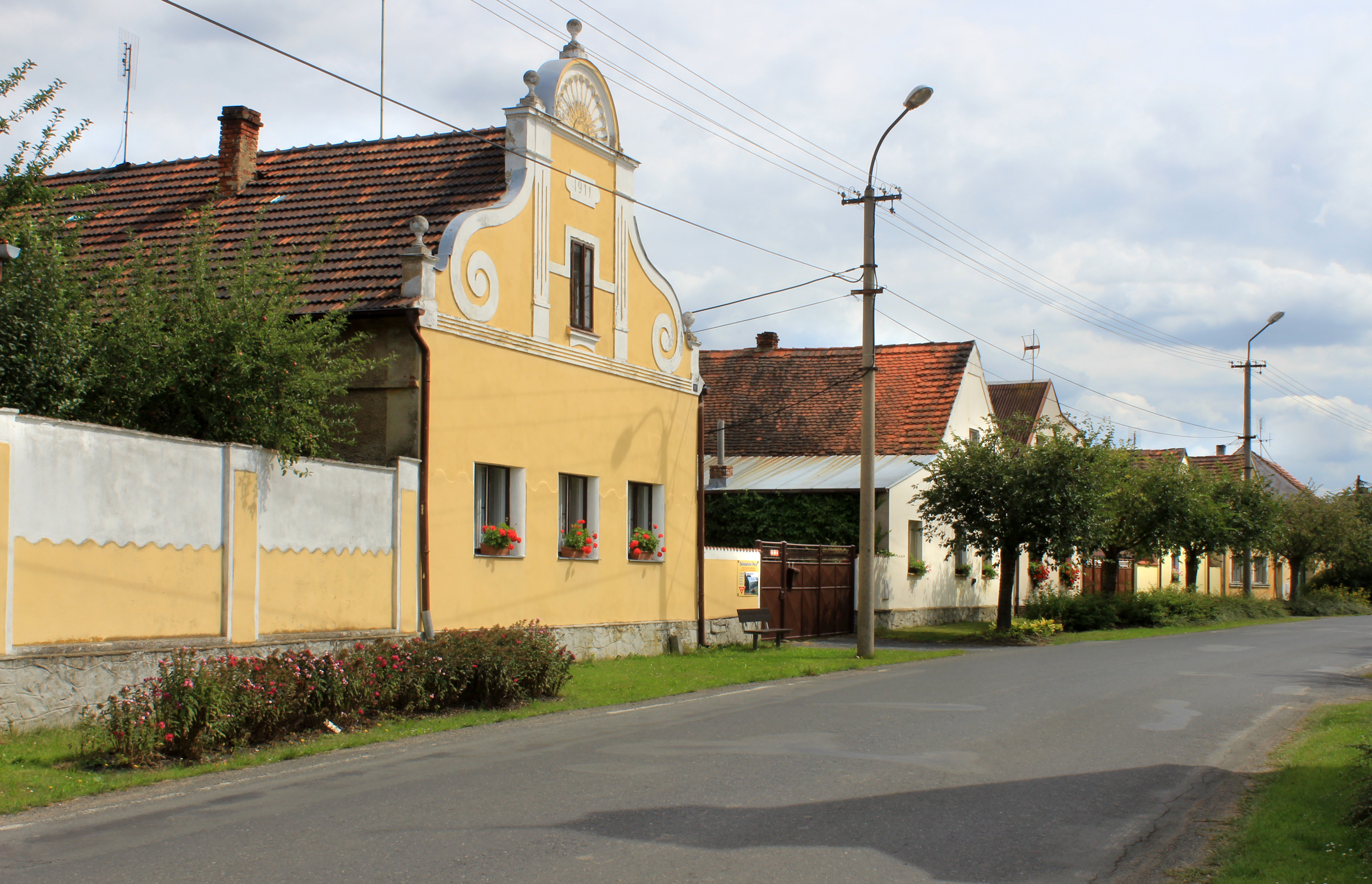
Rue principale.

## Transports
Par la route, Hlohovčice se trouve à 5 km de Staňkov, à 20 km de Domažlice, à 41 km de Plzeň et à 129 km de Prague.